# U-375
Unterseeboot 375 foi um submarino alemão do Tipo VIIC, pertencente a Kriegsmarine que atuou durante a Segunda Guerra Mundial.

## Comandantes
| Comandante              | Data                                      |
| ----------------------- | ----------------------------------------- |
| Kptlt. Jürgen Könenkamp | 19 de julho de 1941 - 30 de julho de 1943 |

## Subordinação
Durante o seu tempo de serviço, esteve subordinado às seguintes flotilhas:
| Período                                        | Flotilha                                   |
| ---------------------------------------------- | ------------------------------------------ |
| 19 de julho de 1941 - 31 de outubro de 1941    | 5. Unterseebootsflottille (treinamento)    |
| 1 de novembro de 1941 - 31 de dezembro de 1941 | 3. Unterseebootsflottille (serviço ativo)  |
| 1 de janeiro de 1942 - 30 de julho de 1943     | 29. Unterseebootsflottille (serviço ativo) |